# André Pacifique Peyre
Pour les articles homonymes, voir Peyre.
André Pacifique Peyre, né le 5 octobre 1743 à Avignon (Vaucluse), mort le 30 août 1796 à Aigues-Mortes (Gard), est un avocat puis général de brigade de la Révolution française.

## Biographie
Fils d'une famille commerçante, licencié en droit, il aurait été reçu avocat au Parlement de Toulouse en 1765 avant d'être ait été admis au serment du Parlement de Provence, à Aix, en 1773, puis docteur ès droits à la Faculté d'Avignon en 1774 ville où il mena sa 
d'avocat devant les différentes cours de justice. Après les événements du 4 août, il est élu major de la milice bourgeoise de son quartier. Au début du mois de septembre, l'agitation de la cité papale contre les droits d'entrées, à laquelle il a apporté son soutien, l'oblige à quitter sa cité pour se retirer à Pézenas, avant de revenir triomphalement en 1790. Il est bientôt nommé à la tête de la nouvelle municipalité. Peu de temps avant le vote qui rattacha Avignon à la France, il est chargé d'aller porter à l'Assemblée nationale, les délibérations des districts d'Avignon. Proche de La Fayette, il fréquente alors les environs du Palais-Royal et le Club, suspecté de penchants aristocratiques, des Gardes nationales fédérées. En janvier 1791, sur des rapports mentionnant son incivisme et le manque d'application qu'il appliquait  dans sa mission. A cette date, il tourne le dos à Avignon pour s'installer durablement à Paris, y exercer son métier d'avocat mais également s'investir dans l'avant-garde révolutionnaire et ses sociétés politiques. A la fin de l'année 1790, il est inscrit sur les listes du Club des Jacobins, il se lie avec les Cordeliers, dont Momoro, assure la défense de Rotondo et préside même la société des Amis des droits de l’homme et du citoyen à plusieurs reprises. Il fait partie des vainqueurs du 10 août 1792. A l'annonce de la capitulation de Longwy, il est le chargé par le Conseil exécutif provisoire d'une mission de réquisition de soldats dans l'Oise. Cette mission le montre vivement intéressé par les questions militaires.

## Carrière militaire
Il est nommé adjudant-général chef de brigade le 8 septembre 1793, à l’armée des côtes de Cherbourg, où il prend les fonctions de chef d’état-major.
Il est promu général de brigade provisoire le 20 octobre 1793, et il commande le département de la Manche. Il défend Granville contre les Vendéens en novembre. Dénoncé par le général Boulanger, dont il était proche, il est suspendu et arrêté le 26 novembre 1793. Détenu à Coutances et à Caen, il livre un Mémoire au ministre de la Guerre pour se justifier. Il est remis en liberté le 14 septembre 1794, et sa suspension est levée le 2 novembre 1794. Il est réintégré dans son grade à l'armée de l'intérieur par le Comité de Salut public. Il sert lors de la journée du 13 vendémiaire an IV (5 octobre 1795), comme chef du 1er bataillon des patriotes de 89, compagnie du 10 août, et il est blessé à la jambe.
Réintégré, et confirmé dans son grade de général de brigade, le 25 octobre 1795, il est employé à l’armée de l’Intérieur, comme chef d’État-major de Châteauneuf-de-Randon en décembre 1795. Le 8 février 1796, il est affecté à la 10e division militaire de Mende et meurt emporté par une maladie fulgurante à Aigues-Mortes dans le Gard le 30 août 1796.

## Sources et bibliographie
- (en) « Generals Who Served in the French Army during the Period 1789 - 1814: Eberle to Exelmans »
- Étienne Charavay, Correspondance général de Carnot, tome 4, imprimerie Nationale, 1907, p. 140.
- (pl) « Napoléon.org.pl »
- Charles-Louis Chassin, La Vendée patriote. 1793-1795, t. III, Paris, Dupont, 1894.
- Hyacinthe Chobaut, « Un révolutionnaire avignonnais : André-Pacifique Peyre : (1743-1796) », Annales Historiques de La Révolution Française, no  44, 1931, p. 97–108.
- Amand Montier, Robert Lindet, notice bibliographique, Paris, Alcan, 1899.